# Dégénérescence (physique quantique)
Pour les articles homonymes, voir Dégénérescence.
En physique quantique, la dégénérescence est le fait pour plusieurs états quantiques distincts de se retrouver au même niveau d'énergie. Un niveau d'énergie est dit dégénéré s'il correspond à plusieurs états distincts d'un atome, molécule ou autre système quantique. Le nombre d'états différents qui correspond à un niveau donné est dit son degré de dégénérescence.
Mathématiquement, la dégénérescence est décrite par un opérateur hamiltonien ayant plusieurs fonctions propres avec la même valeur propre.
Le phénomène est dû la plupart du temps à une symétrie entre les états. La brisure extérieure ou spontanée de la symétrie lève la dégénérescence. L'effet Zeeman ou la structure fine du spectre atomique sont des exemples de levée de dégénérescence.
La dégénérescence joue aussi un rôle dans la physique statistique. Au cas d'un système de N particules en trois dimensions, un niveau d'énergie peut correspondre à plusieurs fonctions d'onde ou états physiques. Ces états dégénérés possèdent tous la même probabilité d'être remplis.

## Description mathématique
Mathématiquement, les états possibles d'un système quantique peuvent être considérés comme vecteurs dans un espace de Hilbert séparable et complexe, tandis que les observables peuvent être représentées comme opérateurs linéaires et hermitiens qui agissent sur ces vecteurs. En choisissant une base appropriée, les composantes des vecteurs et les éléments matriciels des opérateurs par rapport à cette base peuvent être déterminés. Si A est matrice N × N, X est vecteur, et λ est scalaire, de telle sorte que {\displaystyle AX=\lambda X}, alors le scalaire λ est dit valeur propre de A et le vecteur X est dit vecteur propre qui correspond à  λ. L'ensemble de tout vecteur propre qui correspond à une valeur propre donnée λ, ainsi que le vecteur nul, forme un sous-espace de Cn, dit l'espace propre de λ.
Une valeur propre λ est dite dégénérée si elle correspond à deux ou plusieurs vecteurs propres qui sont linéairement indépendants, c'est-à-dire {\displaystyle AX_{1}=\lambda X_{1}} et {\displaystyle AX_{2}=\lambda X_{2}}, où {\displaystyle X_{1}} et {\displaystyle X_{2}} sont des vecteurs propres linéairement indépendants. La dimension de l'espace propre qui correspond à cette valeur propre est dite son degré de dégénérescence, et peut être soit fini soit infini. Une valeur propre est dite non-dégénérée si son espace propre est unidimensionnel.
Les valeurs propres des matrices représentant des observables physiques dans la mécanique quantique correspondent aux valeurs mesurables de ces observables, tandis que les états propres qui correspondent aux valeurs propres sont les états possibles auxquels le système peut se trouver lors d'une mesure. Les valeurs mesurables de l'énergie d'un système quantique sont les valeurs propres de l'opérateur hamiltonien, et les états propres sont les états d'énergie fixe qui sont possibles. Une valeur de l'énergie est dite dégénérée s'il existe au moins deux états linéairement indépendants de cette énergie. D'ailleurs, toute combinaison linéaire de deux ou plusieurs états propres dégénérés est aussi un état propre de l'opérateur hamiltonien qui correspond à la même valeur propre de l'énergie.

## Dégénérescence dans une et dans deux dimensions

### Dégénérescence à une dimension
Dans plusieurs problèmes de mécanique quantique, des solutions analytiques sont obtenues plus facilement pour des systèmes à une seule dimension. Pour une particule quantique avec fonction d'onde {\displaystyle |\psi \rangle } qui se déplace dans un potentiel unidimensionnel {\displaystyle V(x)}, l'équation de Schrödinger peut s'écrire
{\displaystyle -{\frac {\hbar ^{2}}{2m}}{\frac {d^{2}\psi }{dx^{2}}}+V\psi =E\psi }.
Cette équation est une équation différentielle ordinaire de deuxième ordre qui possède au plus deux fonctions propres indépendantes d'une énergie donnée, de sorte que le degré de dégénérescence ne dépasse jamais deux. Il est possible de démontrer que dans une dimension, il n'y a pas d'états liés dégénérés avec fonctions d'onde normalisables.

### Dégénérescence dans les systèmes quantiques bidimensionnels
Les systèmes quantiques bidimensionnels existent dans tous les trois états de matière, et beaucoup de la variété observée dans la matière tridimensionnelle peut être créée en deux dimensions aussi. Les matériaux bidimensionnels réels sont faits des couches monoatomiques à la surface des solides. Quelques exemples de systèmes électroniques bidimensionnels obtenus expérimentalement comprennent le transistor à effet de champ à grille métal-oxyde (MOSFET), les super réseaux bidimensionnels des gaz nobles, et la surface de l'hélium liquide.
La présence des niveaux dégénérés est étudiée aux cas de la particule dans une boîte bidimensionnelle et de l'oscillateur harmonique bidimensionnel, qui servent comme modèles mathématiques utiles pour plusieurs systèmes au monde réel.

### Particule dans un plan rectangulaire
Pour une particule libre dans un plan de dimensions {\displaystyle L_{x}} et {\displaystyle L_{y}} avec des parois impénétrables aux limites, l'équation de Schrödinger indépendante du temps pour ce système ayant fonction d'onde {\displaystyle |\psi \rangle } peut s'écrire
{\displaystyle -{\frac {\hbar ^{2}}{2m}}\left({\frac {\partial ^{2}\psi }{{\partial x}^{2}}}+{\frac {\partial ^{2}\psi }{{\partial y}^{2}}}\right)=E\psi }
Les valeurs permises de l'énergie sont
{\displaystyle E_{n_{x},n_{y}}={\frac {\pi ^{2}\hbar ^{2}}{2m}}\left({\frac {n_{x}^{2}}{L_{x}^{2}}}+{\frac {n_{y}^{2}}{L_{y}^{2}}}\right)}
La fonction d'onde normalisée est
{\displaystyle \psi _{n_{x},n_{y}}(x,y)={\frac {2}{\sqrt {L_{x}L_{y}}}}\sin \left({\frac {n_{x}\pi x}{L_{x}}}\right)\sin \left({\frac {n_{y}\pi y}{L_{y}}}\right)}
Donc les nombres quantiques {\displaystyle n_{x}} et {\displaystyle n_{y}} sont nécessaires pour décrire les valeurs propres de l'énergie, et l'énergie minimale du système sera
{\displaystyle E_{1,1}=\pi ^{2}{\frac {\hbar ^{2}}{2m}}\left({\frac {1}{L_{x}^{2}}}+{\frac {1}{L_{y}^{2}}}\right)}
Pour certains rapports commensurables des deux longueurs {\displaystyle L_{x}} et {\displaystyle L_{y}}, il existe des paires d'états dégénérés. Si {\displaystyle L_{x}/L_{y}=p/q}, où p et q sont entiers, les états {\displaystyle (n_{x},n_{y})} et {\displaystyle (pn_{y}/q,qn_{x}/p)} possèdent la même énergie et sont alors dégénérés l'un à l'autre.

### Particule dans une boîte carrée
Dans ce cas, les dimensions de la boîte {\displaystyle L_{x}=L_{y}=L} et les valeurs propres de l'énergie sont :{\displaystyle E_{n_{x},n_{y}}={\frac {\pi ^{2}\hbar ^{2}}{2mL^{2}}}(n_{x}^{2}+n_{y}^{2})}
Étant donné que {\displaystyle n_{x}} et {\displaystyle n_{y}} peuvent être échangés sans changer l'énergie, chaque niveau d'énergie a une dégénérescence d'au moins deux lorsque {\displaystyle n_{x}} et {\displaystyle n_{y}} sont différents. Des états dégénérés existent aussi lorsque les sommes des carrés des nombres quantiques qui correspondent aux niveaux d'énergie différents sont égales. Par exemple les trois états (nx = 7, ny = 1), (nx = 1, ny = 7) et (nx = ny = 5) ont tous {\displaystyle E=50{\frac {\pi ^{2}\hbar ^{2}}{2mL^{2}}}} et
constituent un ensemble dégénéré.

## La dégénérescence et la symétrie
L'origine physique de la dégénérescence dans un système quantique est souvent la présence d'une symétrie au système. Dans certains cas l'étude de la symétrie quantique nous permet d'évaluer les niveaux d'énergie et leurs dégénérescences sans résoudre l'équation de Schrödinger.
Mathématiquement, la relation entre la dégénérescence et la symétrie peut être démontrée comme suit. Considérons une symétrie associée à un opérateur unitaire S. Sous une telle opération, le nouvel hamiltonien est relié à l'hamiltonien initial par une transformation entre matrices semblables générée par l'opérateur S, de sorte que {\displaystyle H'=SHS^{-1}=SHS^{\dagger }}, parce que S est unitaire. Si l'hamiltonien demeure inchangé sous l'opération de transformation, nous avons
{\displaystyle SHS^{\dagger }=H}
{\displaystyle SHS^{-1}=H}
{\displaystyle HS=SH}
{\displaystyle [S,H]=0}
Si {\displaystyle |\alpha \rangle } est fonction propre de l'énergie
{\displaystyle H|\alpha \rangle =E|\alpha \rangle }
où E est la valeur propre d'énergie qui y correspond, alors
{\displaystyle HS|\alpha \rangle =SH|\alpha \rangle =SE|\alpha \rangle =ES|\alpha \rangle },
ce qui veut dire que {\displaystyle S|\alpha \rangle } est aussi fonction propre de l'énergie avec la même valeur propre E. Si les deux états {\displaystyle |\alpha \rangle } et {\displaystyle S|\alpha \rangle } sont linéairement indépendants (c'est-à-dire physiquement dégénérés), ils sont dégénérés l'un avec l'autre.
Aux cas où S est caractérisé par un paramètre continu {\displaystyle \epsilon }, tout état de la forme {\displaystyle S(\epsilon )|\alpha \rangle } possède la même valeur propre de l'énergie.

## Types de dégénérescence

### Dégénérescence essentielle due à la symétrie
Une dégénérescence essentielle (aussi dite systématique ou géométrique ou normale) est due à la présence d'une symétrie, de sorte que l'hamiltonien est invariant sous une opération de symétrie. Les fonctions propres dégénérées forment la base d'une représentation irréductible du groupe de symétrie du système.
L'ensemble de tous les opérateurs qui sont commutatifs avec l'hamiltonien forme le groupe de symétrie de l'hamiltonien. Les commutateurs de la partie génératrice de ce groupe détermine son algèbre. Une représentation en {\displaystyle n} dimensions du groupe de symétrie laisse inchangée la table de multiplication des opérateurs de symétrie. Les dégénérescences possibles de l'hamiltonien avec un groupe particulier de symétrie sont données par les nombres de dimensions des représentations irréductibles du groupe. Les fonctions propres qui correspondent à une valeur propre de degré de dégénérescence {\displaystyle n} forment une base d'une représentation irréductible en {\displaystyle n} dimensions du groupe de symétrie de l'hamiltonien.

### Dégénérescence accidentelle
La dégénérescence non reliée à la symétrie est dite accidentelle. Elle est la conséquence des aspects particuliers du système ou de forme fonctionnelle du potentiel en question, et elle peut être reliée à une symétrie dynamique cachée au système. Il donne lieu à des quantités conservées, qui sont souvent difficiles à identifier. Une dégénérescence accidentelle peut être liée à la nature incomplète du groupe de l'hamiltonien, ou à l'existence des orbites liées en physique newtonienne.

### Exemples
Pour une particule dans un potentiel 1/r, le vecteur de Runge-Lenz est une quantité conservée qui donne lieu à une dégénérescence accidentelle, ainsi que la conservation du moment cinétique due à l'invariance rotationnelle.
Une particule qui se déplace dans un champ magnétique constant et subit le mouvement de cyclotron sur une orbite circulaire est un autre exemple important d'une symétrie accidentelle. Dans ce cas les multiplets de symétrie sont les niveaux de Landau qui sont infiniment dégénérés.

### Atome d'hydrogène
Dans la physique atomique, les états liés de l'électron dans l'atome d'hydrogène sont dégénérés. Dans ce cas l'hamiltonien est commutatif avec les opérateurs du moment cinétique orbital total {\displaystyle {\hat {L^{2}}}} et sa composante sur l'axe-z {\displaystyle {\hat {L_{z}}}}, ainsi que du spin total {\displaystyle {\hat {S^{2}}}} de l'électron et sa composante sur l'axe-z {\displaystyle {\hat {S_{z}}}}. Les nombres quantiques qui correspondent à ces opérateurs sont {\displaystyle l}, {\displaystyle m_{l}}, {\displaystyle s} (toujours 1/2 pour un électron) et {\displaystyle m_{s}} respectivement.
Les niveaux d'énergie de l'atome d'hydrogène ne dépendent que du nombre quantique principal n. Pour chaque valeur de n, tous les états qui correspondent à {\displaystyle l=0} → {\displaystyle n-1} possèdent la même énergie et sont dégénérés. De même pour des valeurs données de n et l, les {\displaystyle (2l+1)} états avec {\displaystyle m_{l}=-l} → {\displaystyle l} sont dégénérés. Le degré de dégénérescence du niveau d'énergie En est alors :{\displaystyle \sum _{l\mathop {=} 0}^{n-1}(2l+1)=n^{2}}, ou bien {\displaystyle 2n^{2}} en tenant compte aussi de la dégénérescence de spin.
La dégénérescence par rapport à {\displaystyle m_{l}} est une dégénérescence essentielle qui existe pour tout potentiel central, et provient de l'absence de direction spatiale préférée.
La dégénérescence par rapport à {\displaystyle l} est souvent décrite comme accidentelle, mais elle peut s'expliquer en fonction des symétries spéciales de l'équation de Schrödinger qui sont valables uniquement pour l'atome d'hydrogène auquel l'énergie potentielle est déterminée par la loi de Coulomb.

## Levée de la dégénérescence
La dégénérescence d'un système quantique peut être enlevée si la symétrie sous-jacente est brisée par une perturbation externe. Ceci induit une séparation des niveaux d'énergie dégénérés au système perturbé, ce qui correspond à une séparation des représentations irréductibles aux représentations de plus basse dimension.
Mathématiquement, la séparation des niveaux due à l'application d'un petit potentiel perturbateur peut être calculée par la théorie des perturbations dégénérée et indépendante du temps. Ceci est un schéma d'approximation qui sert à trouver la solution de l'équation des valeurs propres pour l'hamitonien H d'un système quantique avec perturbation appliquée, étant donné la solution de l'hamiltonien H0 du système non perturbé. Elle implique développer les valeurs propres et les kets propres de l'hamiltonien H sous forme d'une matrice de perturbation. Les états propres dégénérés associés à une valeur propre d'énergie donnée forment un sous-espace vectoriel. Cependant toute base de fonctions propres du sous-espace n'est pas bon point de départ pour la théorie des perturbations, parce que typiquement il n'y aurait pas de fonctions propres du système perturbé aux énergies voisines. La base qu'il faut choisir est celle qui diagonalise l'hamiltonien de la perturbation à l'intérieur du sous-espace dégénéré.
Quelques exemples importants sont fournis de la séparation des niveaux dégénérés d'un système quantique par une perturbation externe :

### Brisure de la symétried'un système à deux niveaux
Un système à deux niveaux signifie un système physique qui possède deux états d'énergies voisines et très différentes des autres états du système. Tout calcul pour un tel système est effectué sur un sous-espace de dimension 2 de l'espace des états.
Si le niveau fondamental d'un système physique est doublement dégénéré, tout couplage des deux états dégénérés baisse l'énergie de l'état fondamental et le stabilise.
Si l'énergie des deux états non-perturbés {\displaystyle E_{1}=E_{2}=E}, et la perturbation {\displaystyle W}
est représenté au sous-espace bidimensionnel par la matrice suivante 2 × 2
{\displaystyle \mathbf {W} ={\begin{bmatrix}0&W_{12}\\W_{12}^{*}&0\end{bmatrix}},}
alors les énergies perturbées sont
{\displaystyle E_{+}=E+|W_{12}|}
{\displaystyle E_{-}=E-|W_{12}|}
Quelques exemples des systèmes de deux états dont la dégénérescence est brisée par la présence des termes hors diagonale à l'hamiltonien en conséquence d'une interaction entre les états dégénérés sont :
- la molécule de benzène (C6H6), avec deux façons possibles de placer les trois liaisons doubles entre atomes voisins de carbone ;
- la molécule d'ammoniac (NH3), où l'atome d'azote peut se trouver soit au-dessus soit au-dessous du plan définis par les trois atomes d'hydrogène ;
- l'ion moléculaire H2+ auquel l'électron peut être localisé autour de l'un ou l'autre noyau.

### Structure fine aux spectres atomiques

Structure fine de l'hydrogène : influence de la levée partielle de la dégénérescence du niveau d'énergie n = 2 sur la raie Lyman-α.

Les corrections à l'interaction coulombienne entre l'électron et le proton d'un atome d'hydrogène dues au mouvement relativiste et au couplage spin-orbite entraînent la brisure de la dégénérescence des niveaux d'énergie des valeurs différentes du nombre quantique {\displaystyle l} pour la même valeur du nombre quantique {\displaystyle n}. En conséquence une raie spectrale est séparée en plusieurs raies voisines dites sa structure fine.
L'hamiltonien perturbateur due à la correction relativiste est donné par
{\displaystyle H_{r}=-p^{4}/8m^{3}c^{2}}
où {\displaystyle p} est l'opérateur de la quantité de mouvement et {\displaystyle m} est la masse de l'électron. La correction relativiste du premier ordre dans la base {\displaystyle |nlm\rangle } est donnéé par
{\displaystyle E_{r}=(-1/8m^{3}c^{2})\langle nlm|p^{4}|nlm\rangle }
Or {\displaystyle p^{4}=4m^{2}(H^{0}+e^{2}/r)^{2}}
{\displaystyle E_{r}=(-1/2mc^{2})[E_{n}^{2}+2E_{n}e^{2}\langle 1/r\rangle +e^{4}\langle 1/r^{2}\rangle ]}
{\displaystyle =(-1/2)mc^{2}\alpha ^{4}[-3/(4n^{4})+1/{n^{3}(l+1/2)}]}
où {\displaystyle \alpha } est la constante de structure fine.
L'interaction spin-orbite est une interaction entre le moment magnétique intrinsèque de l'électron et le champ magnétique qui agit sur lui à cause de son mouvement relatif au proton. L'hamiltonien de cette interaction est
{\displaystyle H_{so}=-(e/mc){{\vec {m}}\cdot {\vec {L}}/r^{3}}=[(e^{2}/(m^{2}c^{2}r^{3})){\vec {S}}\cdot {\vec {L}}]}
qui peut être écrit comme
{\displaystyle H_{so}=(e^{2}/(4m^{2}c^{2}r^{3}))[{\vec {J}}^{2}-{\vec {L}}^{2}-{\vec {S}}^{2}]}
La correction de l'énergie au premier ordre dans la base {\displaystyle |j,m,l,1/2\rangle } où l'hamiltonien de la perturbation est diagonale est écrit
{\displaystyle E_{so}=(\hbar ^{2}e^{2})/(4m^{2}c^{2})[j(j+1)-l(l+1)-3/4]/((a_{0})^{3}n^{3}(l(l+1/2)(l+1))]}
où {\displaystyle a_{0}} est le rayon de Bohr.
Le déplacement total de l'énergie du niveau {\displaystyle nlj} est
{\displaystyle E_{fs}=-(mc^{2}\alpha ^{4}/(2n^{3}))[1/(j+1/2)-3/4n]}
pour {\displaystyle j=l\pm 1/2}

### Effet Zeeman
L'effet Zeeman correspond à la séparation des niveaux dégénérés d'un atome dans un champ magnétique externe à cause de l'interaction du moment magnétique {\displaystyle {\vec {m}}} de l'atome et du champ appliqué.
En tenant compte des moments cinétiques orbitalaire {\displaystyle {\vec {L}}} et de spin {\displaystyle {\vec {S}}} du seul électron à l'atome d'hydrogène, l'hamiltionien de la perturbation est donné par
{\displaystyle {\hat {V}}=-({\vec {m_{l}}}+{\vec {m_{s}}})\cdot {\vec {B}}}, où {\displaystyle m_{l}=-e{\vec {L}}/2m} et {\displaystyle m_{s}=-e{\vec {S}}/m}.
Alors {\displaystyle {\hat {V}}=e({\vec {L}}+2{\vec {S}})\cdot {\vec {B}}/2m}

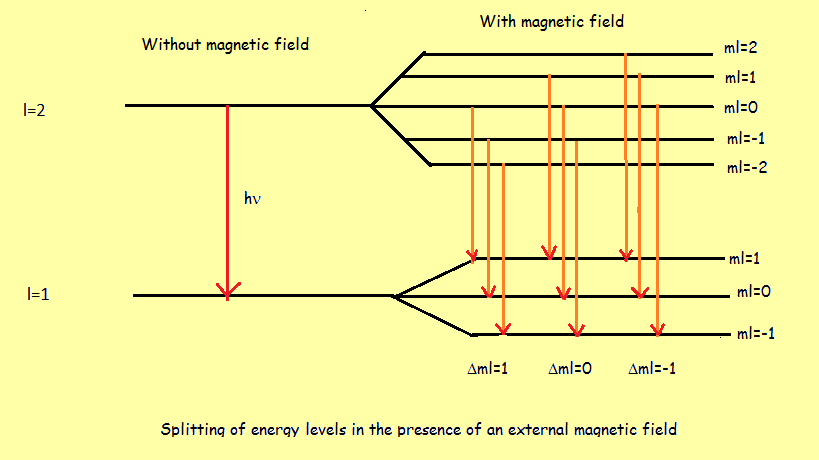
Effet Zeeman normal pour un atome sans spin : levée de la dégénérescence par un champ magnétique externe.

Dans le cas de l'effet Zeeman à champ faible, le champ appliqué est faible par rapport au champ interne de l'atome de sorte que le couplage spin-orbite domine et {\displaystyle {\vec {L}}} et {\displaystyle {\vec {S}}} ne soient pas conservés indépendamment. Les bons nombres quantiques (qui correspondent aux valeurs propres de l'hamiltonien) sont n, l, j et mj et dans cette base, la correction de l'énergie au premier ordre est donnée par
{\displaystyle E_{z}=-\mu _{B}g_{j}Bm_{j}}, où
{\displaystyle \mu _{B}={e\hbar }/2m} est dit le magnéton de Bohr. Selon la valeur de {\displaystyle m_{j}}, chaque niveau dégénéré d'énergie se divise en plusieurs niveaux.
Dans le cas de l'effet Zeeman à champ fort, lorsque le champ appliqué est assez fort pour que les moments cinétiques orbitalaires et spin soient découplés, les bons nombres quantiques sont n, l, ml et ms. Ici Lz et Sz sont conservés, et l'hamiltonien de la perturbation est {\displaystyle {\hat {V}}=eB(L_{z}+2S_{z})/2m}
en prenant l'axe-z parallèle au champ magnétique. Alors {\displaystyle E_{z}=eB(m_{l}+2m_{s})/2m}.
Pour chaque valeur de ml, il y a deux valeurs possibles de ms qui sont {\displaystyle \pm 1/2}.

### Effet Stark
L'effet Stark correspond à la séparation des niveaux dégénérés d'un atome ou molécule en présence d'un champ électrique externe.
Pour l'atome d'hydrogène, l'hamiltonien de la perturbation est :
{\displaystyle {\hat {H}}_{s}=-|e|Ez}
si l'axe-z est choisi parallèle au champ électrique.
Les corrections d'énergie dues au champ appliqué sont données par la valeur moyenne de {\displaystyle {\hat {H}}_{s}} dans la base {\displaystyle |nlm\rangle }. À l'aide des règles de sélection on peut démontrer que {\displaystyle \langle nlm|z|n'l'm_{l}'\rangle \neq 0} lorsque {\displaystyle l=l'\pm 1} et {\displaystyle m_{l}=m_{l}'}.